# Рябкино (Андреапольский район)
Рябкино, ранее Гришино — исчезнувшая деревня в Андреапольском районе Тверской области. Располагалась на территории Хотилицкого сельского поселения.

## География
Деревня была расположена на юго-западе района, близко к границе с Торопецким. Расстояние до Андреаполя составляло около 45 километров. Ближайшим населённым пунктом являлась деревня Песчаха.

## История
Деревня Гришино впервые упоминается на топографической карте Фёдора Шуберта, изданной в 1871 году. Имела 12 дворов.
В списке населённых мест Псковской губернии за 1885 год значится деревня Гришино (Рябики, Рябкино). Располагалась при реке Кезенке в 12 верстах от уездного города. Входила в состав Туровской волости Торопецкого уезда. Имела 6 дворов и 58 жителей.
На карте РККА 1923—1941 годов обозначена деревня Рябкино. Имела 18 дворов.

## Транспорт
Деревня стояла на дороге, обозначаемой как 28Н-0025 «Воскресенское — Песчаха».